# Félix Thomas
Pour les articles homonymes, voir Thomas.
Félix Thomas, né le 29 septembre 1815 à Nantes et mort dans la même ville le 5 avril 1875, est un architecte, peintre, graveur et sculpteur français.

## Biographie
Félix Thomas est le fils d'Édouard Thomas, maire de Pornic puis de Sainte-Marie-sur-Mer, et d'Aimée Baudot. Il est l'oncle de Gaston Serpette.

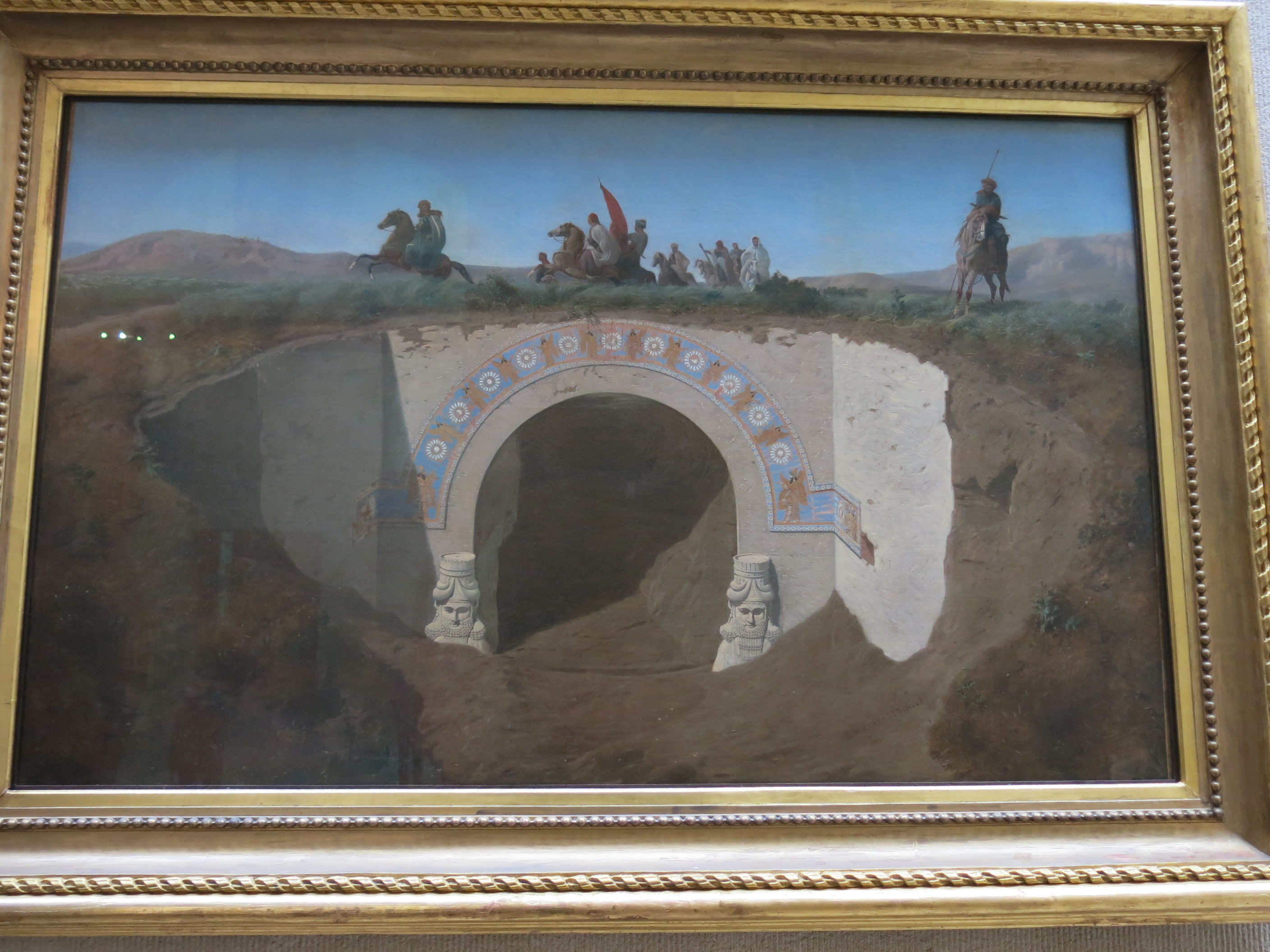
Visite du pacha de Mossoul aux fouilles de Khorsabad (1863), huile sur toile,, Paris, musée du Louvre.

Après des études au lycée Clemenceau à Nantes, Félix Thomas est reçu à Polytechnique en 1834, mais ne passant pas en première division, il quitte l'école le 31 octobre 1835. Admis à l'École des beaux-arts de Paris en 1838, il devient élève de Louis-Hippolyte Lebas et obtient le premier prix de Rome en architecture sur un projet de cathédrale en 1845.
Grand voyageur, il parcourt l'Italie, la Grèce, la Turquie. En 1851, il est missionné par le gouvernement pour participer à la mission Fulgence Fresnel en Asie mineure et en Mésopotamie, aux côtés de l'orientaliste Jules Oppert, en qualité d'architecte dessinateur.
Félix Thomas est engagé par Victor Place, consul à Mossoul, pour poursuivre les fouilles initiées en 1843 par Paul-Émile Botta dans le palais du roi assyrien Sargon II à Dur-Sharrukin, en Irak. Il établit dans ce cadre des relevés, métrés, croquis et dessins qui feront de lui le « collaborateur principal, essentiel des grandes publications sur Ninive, l'Assyrie et la Mésopotamie ». Il garde ainsi la trace de nombreux monuments disparus lors du naufrage de mai 1855 dans le Tigre Certains de ses dessins et aquarelles sont acquis par le musée du Louvre en juin 2024. Il est également chargé de réaliser des moulages en utilisant le procédé mis au point par Pierre-Victorien Lottin, la lottinoplastie.
Son état de santé le contraint toutefois à quitter l'expédition au bout de deux ans. À son retour en France, il devient élève de Charles Gleyre et se consacre à la peinture. Il réalise alors un ensemble d'œuvres orientalistes inspirées de ses voyages. À la fin de sa vie, il partage son temps entre son atelier de Nantes et sa villégiature de Pornic. « Modeste jusqu'à l'excès, retiré et solitaire, il peignait pour lui » raconte le baron de Girardot, dans un ouvrage consacré au peintre.
Il meurt à Nantes le 5 avril 1875.

## Œuvres dans les collections publiques
- Nantes, musée des Beaux-Arts.
- Paris, musée du Louvre.

## Salons
- Salon de 1863 : Visite du Pacha de Mossoul aux fouilles de Khorsabad, ancienne Ninive.

## Élèves
- Charles Toché (1851-1916).

## Hommages
- Rue Félix-Thomas, à Nantes
- Square Félix-Thomas, à Nantes